# Salsa cubana
La salsa cubana és l'estil de ball de la salsa (ball) originari de Cuba que es balla amb moviments cadenciosos de malucs i espatlles. Tant l'home com la dona giren l'un al voltant de l'altra en el sentit de les agulles del rellotge, incloent moviments de braços i solos que executen amb bon ritme.

## El tempo
La roda de salsa cubana (o Roda cubana) és una variació de l' estil cubà (o casino), que consisteix en rondes de parelles (roda) on un líder anuncia els propers passos. Tots els ballarins fan aquests passos al mateix temps, de manera que els ballarins sovint canvien de parella.
Això imposa una codificació precisa dels passos, amb una sincronització precisa sobre el ritme bàsic de la Clave, amb els passos 1-2-3 de les tres notes (també anomenades tresillo en espanyol) de la mesura " forte ", I els passos 5-6-7 de les dues notes de la mesura " feble ".
```
feble fort
1 i 2 i 3 i (4) i 5 i 6 i 7 i (8)
XXXXX
```

## Passos principals
Els passos bàsics són els següents:
- Mambo: aquest és el pas bàsic en posició tancada, els dos ballen com es descriu aquí a la dreta:
- Arriba: El noi avança seguint el cercle de Rueda i la noia retrocedeix.
- Abajo: El noi recula seguint el cercle de Rueda i la noia avança.
- Vacilala: El ballador fa el pas bàsic de la rumba i la noia fa el pas del mambo, mirant més cap al costat. La mà esquerra del ballarí guia la noia mentre es manté a l’altura de la cintura.
- Dile que si: és el pas bàsic en posició oberta, les dues parelles ballen en mirall, l'home té el centre del cercle a la seva dreta, la dona a l'esquerra.Cap base de "Mambo"

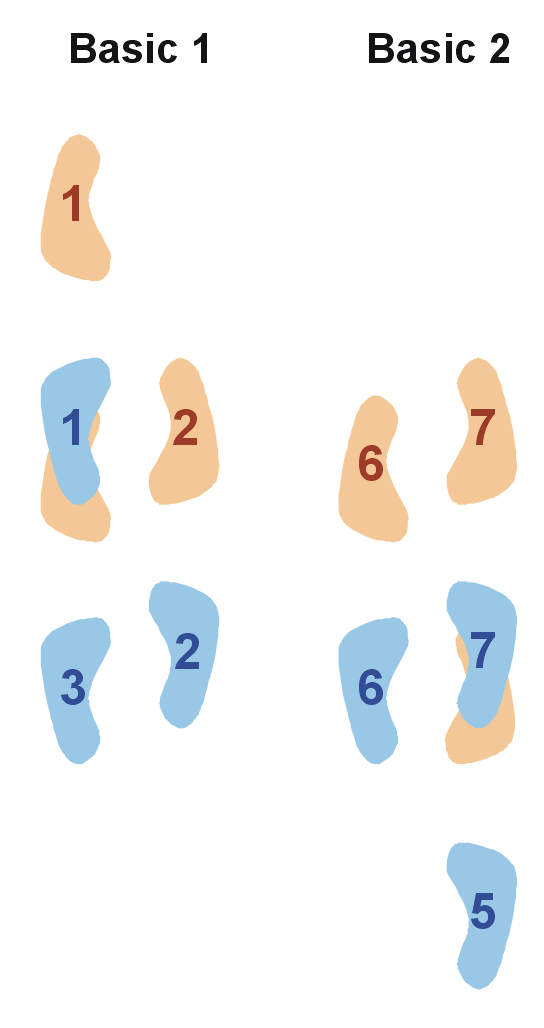
Cap base de "Mambo"

- Salsa: Pas base amb rotació del cos, cada vegada que el peu va cap enrere.
- Rumba, rumba creuada : Cap base del ballarí durant la sacala.
- Enchufla, enchufla doble: aquest pas, executat sobre 123 567, us permet passar de la posició "oberta" a la posició "tancada". A l’última barra d’Enchufla, el noi canvia de parella al 567 passant per l’interior de la roda (una Dama).
- Dama, Dama de tornada: canvi de parella amb moviment al 567 i Dile que no a la barra següent per tornar a la posició Dile que si. Lady torna provoca un canvi en què el noi no agafa la parella del costat, sinó la següent.
- Dile que no: aquest pas, executada el 123 567, permet passar de la posició tancada a la posició oberta. Amb aquest senzill pas s’acaben la majoria d'altres passos més complexes. Hi ha una mena de "dilequeno doble" anomenat "coca-cola".
- Sacala o Exibela, Sacala doble (dos Sacala): pas bàsic en què el ballarí, encarat al centre de la roda, fa un gir a la dreta a 567. Com a orientació, el noi ha d’alçar el braç esquerre (per tant, el dret de la noia al mateix temps) al cop 3 per fer passar la noia per sota.